# SN 1999ar
SN 1999ar – supernowa typu Ia odkryta 6 marca 1999 roku w galaktyce A092016+0033. W momencie odkrycia miała maksymalną jasność 19,70m.